# Polaccoamericani
I polaccoamericani (o polacchi americani) sono i polacchi che risiedono (o hanno risieduto) nel territorio degli Stati Uniti d'America in modo permanente o comunque per un periodo significativo della loro vita. La comunità polaccoamericana include sia le persone nate in Polonia ed emigrate negli Stati Uniti sia quelle nate negli Stati Uniti da genitori polacchi, nonché tutti i loro discendenti (dalla terza generazione in poi) che si identifichino come appartenenti a essa.
I polaccoamericani sono il più grande gruppo etnico slavo negli Stati Uniti, il secondo più grande dell'Europa centrale e l'ottavo gruppo etnico di migranti in generale.
I primi coloni polacchi giunsero negli Stati Uniti al seguito di Walter Raleigh, nella colonia di Roanoke, nel 1585. Nel 1608 i polacchi si insediarono per la prima volta in Virginia dove erano apprezzati come carpentieri.
Due dei primi immigrati, Kazimierz Pułaski e Tadeusz Kościuszko, ebbero un ruolo nella Rivoluzione americana e sono ricordati come eroi nazionali. Nel complesso più di un milione di polacchi sono immigrati negli Stati Uniti tra la fine del XIX e l'inizio del XX secolo. L'esatto numero a ogni modo non ci è noto in quanto molti vennero erroneamente classificati come "russi", "tedeschi" o "austriaci" dalle autorità americane per l'immigrazione dal momento che dal 1795 al 1918 la Polonia formalmente non esisteva e il suo territorio si trovava sotto il controllo di Prussia, Austria-Ungheria e Russia. A complicare la situazione, molti polacchi erano sposati con donne o uomini non del loro stesso gruppo etnico: nel 1940 erano circa il 50%. Il Polish American Cultural Center ha condotto degli studi secondo i quali 19-20 milioni di americani hanno almeno un antenato di etnia polacca.
Nel 2000, erano 667 414 gli americani di più di cinque anni che parlavano correntemente la lingua polacca in casa.

## Storia

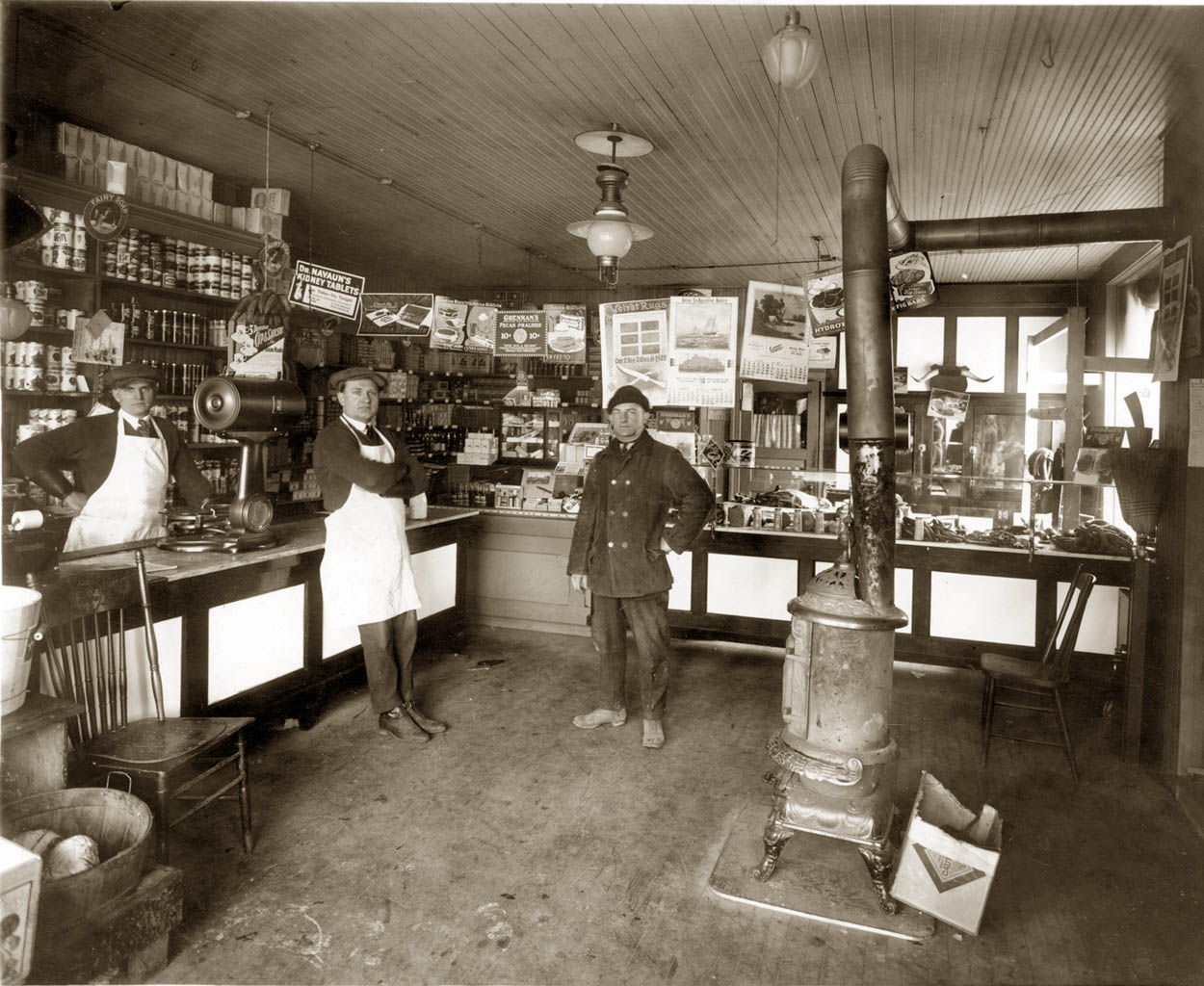
Una drogheria polaccoamericana nel 1922 a Detroit, Michigan.

La storia dei polacchi negli Stati Uniti è suddivisibile in tre fasi principali:
1. Dall'era coloniale al 1870, dove piccoli gruppi di polacchi pervennero negli Stati Uniti in maniera individuale o a famiglie e vennero assimilati quasi subito, senza costituire comunità separate. Alcuni ebrei della Polonia addirittura preferirono insediarsi in città dove erano presenti altri gruppi etnici slavi in modo da nascondere le loro identità religiose.[4]
2. Dal 1870 al 1914, quando i polacchi costituirono una parte significativa dell'ondata migratoria proveniente dalla Germania, dall'Impero russo e dall'Austria-Ungheria. L'immigrazione avvenne in particolare per gruppi familiari, insediatisi insieme con altre comunità slave, apprezzati molto come lavoratori. Le organizzazioni polacche incominciarono col fondare chiese cattoliche e scuole parrocchiali. Furono in pochi a essere politicamente attivi.
3. Dal 1914, quando gli Stati Uniti conobbero una vera e propria immigrazione di massa dalla Polonia. L'immigrazione dalla Polonia è continuata, del resto, fino ai primi anni duemila ed è andata declinando con l'ingresso della Polonia nell'Unione Europea nel 2004, quando è aumentato anche il benessere in madrepatria. Tra gli anni '30 e gli anni '60 del Novecento, i polacchi furono membri attivi della Coalizione del New Deal d'ispirazione liberale, ma quando vennero spostati nei sobborghi in molti aderirono al Partito Democratico.[5]

## Cognomi più diffusi
| Cognome    | Numero di americani a portare il cognome - 2000 | Posizione del cognome in Polonia - 2010 |             |
| Nowak      | 18.515                                          | 1                                       | Nowak       |
| Kowalski   | 18.134                                          | 2                                       | Kowalski    |
| Kaminski   | 14.190                                          | 3                                       | Wiśniewski  |
| Wisniewski | 14.190                                          | 4                                       | Wójcik      |
| Zielinski  | 11.019                                          | 5                                       | Kowalczyk   |
| Kozlowski  | 10.373                                          | 6                                       | Kamiński    |
| Jankowski  | 9.060                                           | 7                                       | Lewandowski |
| Grabowski  | 8.975                                           | 8                                       | Zieliński   |
| Szymanski  | 8.813                                           | 9                                       | Woźniak     |
| Wozniak    | 8.563                                           | 10                                      | Szymański   |

## Demografia

### Occupazioni
Lopata (1976) ha notato come i polacchi si siano distinti dal resto dei gruppi etnici emigrati in America per diversi aspetti. Innanzitutto le comunità polacche giunte nel nuovo continente non pianificarono mai di rimanere permanentemente e divenire "americanizzati". Al contrario, la loro permanenza venne progettata come temporanea, per il tempo necessario a guadagnare del denaro, investirlo o attendere la buona opportunità per tornare in patria. La loro aspirazione era quella di raggiungere uno status sociale per sopravvivere meglio che in patria. A ogni modo furono in molti a divenire veri e propri cittadini americani alla fine.
Molti trovarono occupazioni manuali nelle miniere di carbone in Pennsylvania e nelle industrie pesanti (miniere di acciaio, fonderie, mattatoi, raffinerie di olio e zucchero) nella zona delle città dei Grandi Laghi come Chicago, Pittsburgh, Detroit, Buffalo, Milwaukee, Cleveland e Toledo.

### Censimenti
I censimenti americani incominciarono a domandare ai polacchi di distinguere la loro lingua nativa a partire dall'anno 1900, permettendo così al governo di identificare al meglio la loro identità per quanto la nazione Polonia ancora non esistesse. Il censimento non faceva distinzione alcuna tra polacchi immigrati e discendenti di immigrati polacchi, come nel casi di ebrei o ucraini, nati in territori che erano considerati parte della Polonia stessa. Dal 1795 al 1917, a ogni modo, molti polacchi provenivano effettivamente dagli stati che avevano smembrato negli anni la Polonia (Germania, Austria o Russia) e pertanto al censimento si dichiaravano appartenenti a quelle nazioni. Il numero attuale di americani con almeno una parte degli antenati polacchi si attesta attorno ai 10.000.000.
Storicamente, i polaccoamericani si sono assimilati facilmente alla società americana. Tra il 1940 e il 1960 solo il 20% dei bambini polaccoamericani parlava regolarmente il polacco. Negli anni '60, 3.000 dei 300.000 polaccoamericani di Detroit decisero di cambiare cognome per "americanizzarsi". Sulla base di una ricerca condotta nel 1979, 8 milioni di americani vantavano almeno un antenato polacco. I polaccoamericani tesero a sposarsi al di fuori dei loro gruppi etnici in particolare dopo la guerra, con altri gruppi etnici come tedeschi (17%), italiani (10%), europei dell'est (8%), irlandesi (5%), franco-canadesi (4%), ispanici (2%), lituani (2%) e inglesi (1%).

## Comunità
La maggior parte degli immigrati polacchi nelle aree metropolitane, venne attratta dai lavori nel campo dell'industria. Una piccola parte (circa il 10%) si insediò nelle aree rurali.

### Chicago

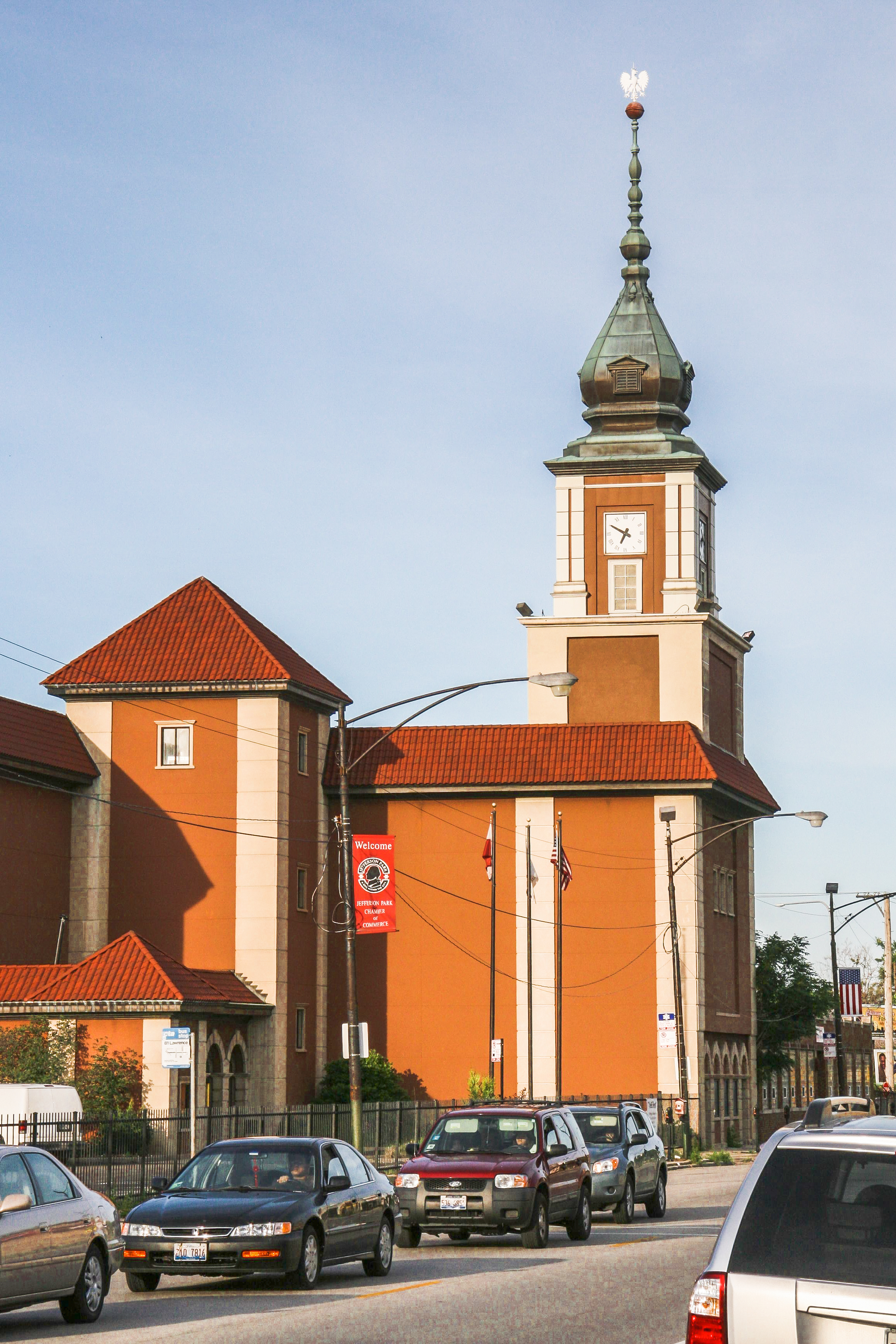
Il Gateway Theatre, sede della Copernicus Foundation, presso Jefferson Park, Chicago. l tetto "a cipolla" di stile barocco è modellato sulla base di quello del Castello Reale di Varsavia.

Una delle più grandi comunità urbane di polaccoamericani è quella presente a Chicago e nei suoi sobborghi. The Almanac of American Politics 2004 riporta "Persino oggi, ad Archer Heights (un sobborgo di Chicago), difficilmente potete andare in un quartiere senza sentire parlare polacco."
Chicago stessa è la città con la più alta concentrazione di polacchi al di fuori della Polonia, con circa 185.000 persone che parlano regolarmente polacco, facendo perciò del polacco la terza lingua più parlata a Chicago. L'influenza della comunità polacca a Chicago è dimostrata dalle numerose organizzazioni polaccoamericane: il Polish Museum of America, la Polish Roman Catholic Union of America (la più antica organizzazione polaccoamericana degli Stati Uniti), la Polish American Association, il Polish American Congress, la Polish National Alliance, i Polish Falcons e la Polish Highlanders Alliance of North America.
La comunità polacca di Chicago è incentrata a nordovest e a sudovest, nelle Milwaukee e Archer Avenues rispettivamente. Il festival "Taste of Polonia" che si tiene annualmente a Chicago è celebrato dalla Copernicus Foundation, a Jefferson Park, ogni weekend della Festa del lavoro. Circa 3.000.000 di persone con ascendenza polacca vivono nell'area tra Chicago e Detroit. In quest'area è nato e cresciuto Dan Rostenkowski, uno dei più influenti membri del Congresso (dal 1959 al 1995).

### Area metropolitana di New York City / Northern New Jersey

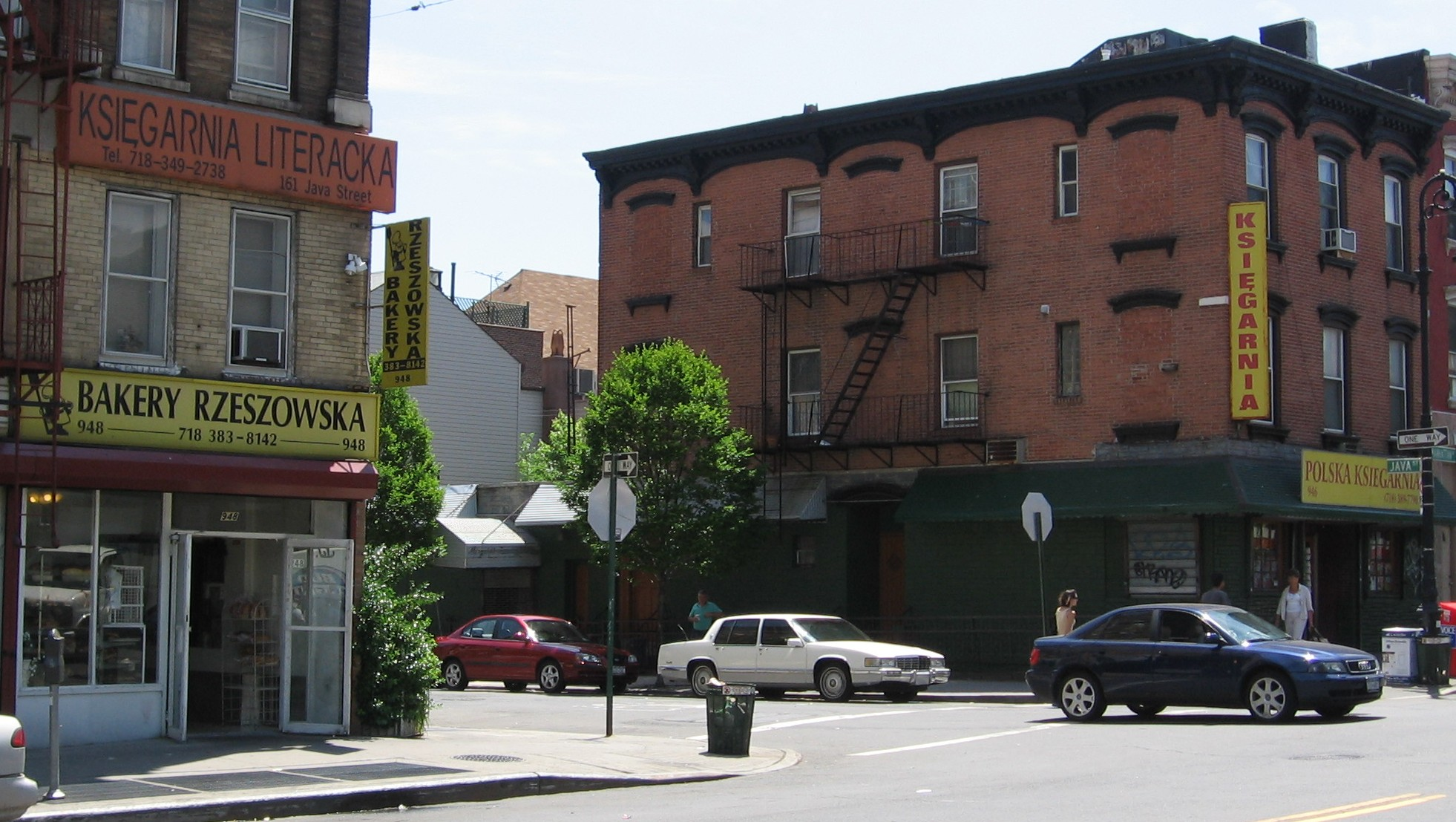
Greenpoint, considerato il centro della "Little Poland" di New York City.

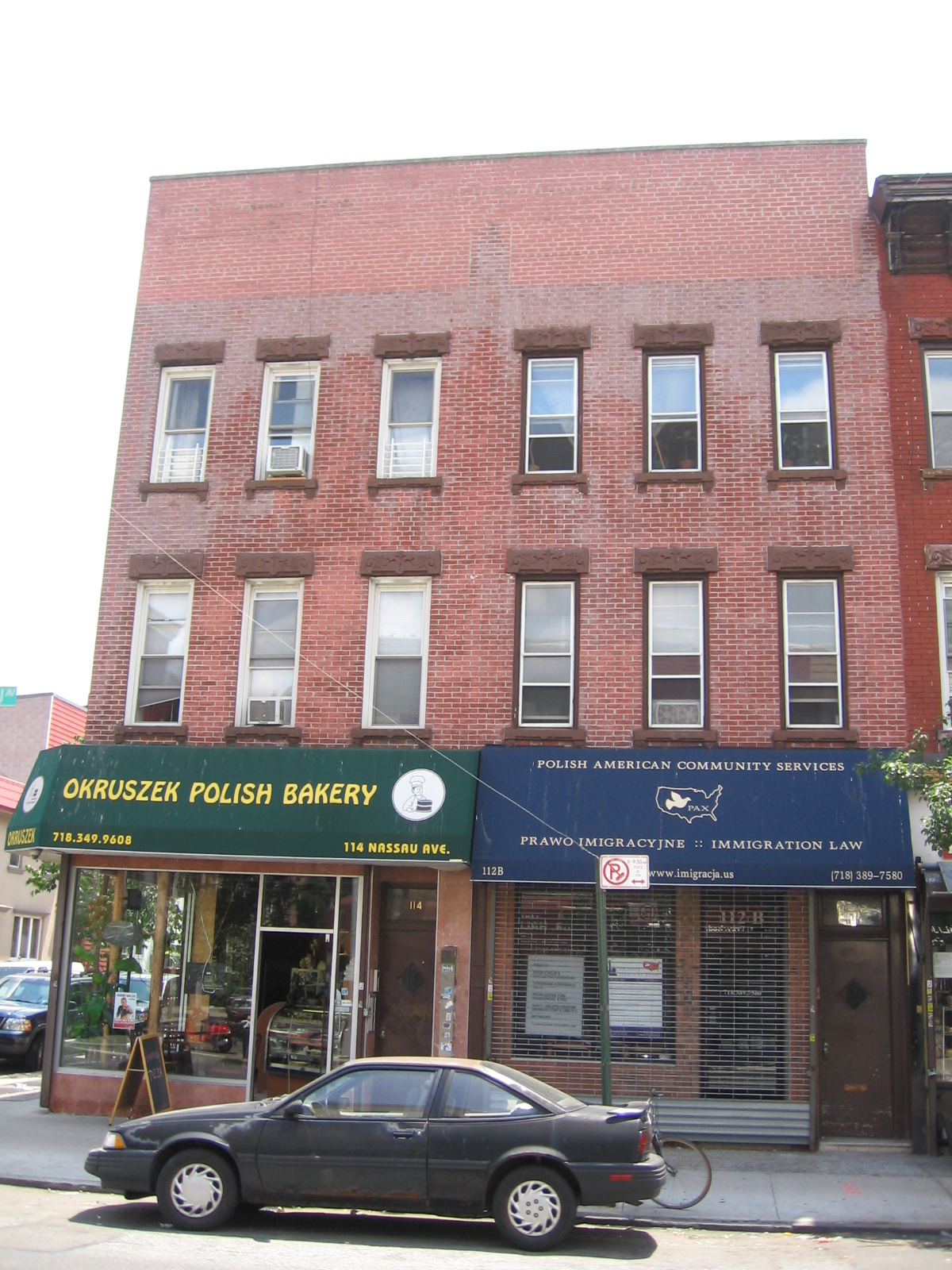
Greenpoint, Brooklyn.

L'area metropolitana di New York, nell'area compresa tra i quartieri di Brooklyn e il Northern New Jersey, è considerata la seconda comunità di polaccoamericani in ordine di grandezza ed è di poco inferiore per popolazione a quella di Chicago. Greenpoint, New York, è considerata la Little Poland di New York City, mentre Williamsburg, Maspeth e Ridgewood ospitano anch'essi importanti comunità polacche. Nel 2014, l'area metropolitana di New York ha sorpassato quella di Chicago per numero di immigrati provenienti dalla Polonia.

#### Linden New Jersey
Linden (New Jersey) è una città con un'alta presenza di immigrati polacchi di prima generazione (circa 15,6%). La locale chiesa di Santa Teresa celebra regolarmente messa in lingua polacca.

#### Altre aree
La contea di Hudson, New Jersey, Bayonne e altri centri nel New Jersey ospitano importanti comunità polaccoamericane.
Riverhead (New York), nell'area a est di Long Island, contiene un sobborgo noto come Polish Town, dove molti immigrati polacchi si sono insediati durante il periodo della seconda guerra mondiale; il villaggio presenta una tipica architettura tradizionale polacca. la LOT Polish Airlines organizza voli non-stop tra il JFK International Airport e quello di Varsavia.
La Kosciuszko Foundation ha sede a New York.

### Wisconsin e Minnesota
La popolazione polacca di Milwaukee è un altro caposaldo nazionale per i polaccoamericani anche se attualmente essa è stata superata dalla comunità germanofona. A ogni modo, la numerosa comunità polacca della città ha realizzato nel tempo numerosi monumenti di stile polacco come ad esempio la Basilica di St. Josaphat e St. Stanislaus Catholic Church. La maggior parte delle attività gestite da polacchi si trovano nel sobborgo di Lincoln Village. La città ospita inoltre il Polish Fest, il più grande festival polacco degli Stati Uniti.
Wisconsin, Minnesota e Nebraska presentano degli insediamenti con significative comunità polacche stabilitesi nelle aree rurali. Lo storico John Radzilowski stima che un terzo dei polacchi nel Minnesota si siano insediati in aree rurali, fondando circa 40 comunità, sovente attorno alla chiesa cattolica locale. Gran parte di questi primi coloni provenivano dalle aree della Polonia che erano passate alla Prussia durante le ripartizioni territoriali, con un sottogruppo proveniente dalla Slesia.

### Michigan
La popolazione polacca del Michigan è attestata attorno alle 850.000 unità ed è la terza per grandezza in tutti gli Stati Uniti, dietro New York e l'Illinois. I polaccoamericani costituiscono l'8,6% della popolazione totale del Michigan. La città di Detroit possiede una grande comunità polacca, storicamente insediatasi a Poletown e a Hamtramck su lato est di Detroit. La parte a nord dell'area di Poletown è stata col tempo acquistata dalla General Motors e le case locali sono state abbattute per fare spazio all'ingrandimento dello stabilimento di Detroit/Hamtramck Assembly. L'area comunque contiene alcune tra le più opulente chiese polacche d'America come St. Stanislaus, Sweetest Heart of Mary, St. Albertus, St. Josephat e St. Hyacinthe.
L'influenza polacca si può cogliere nell'intera area metropolitana di Detroit, in particolare nel sobborgo di Wyandotte. Anche il sobborgo di Troy è sede oggi di un centro culturale polacco dove si trova la National Polish-American Sports Hall of Fame con più di 200 oggetti di oltre 100 atleti polaccoamericani tra cui Stan Musial e Mike Krzyzewski. St. Mary's Preparatory, una scuola superiore a Orchard Lake ha una storia tradizionalmente legata ai polaccoamericani.

### Ohio

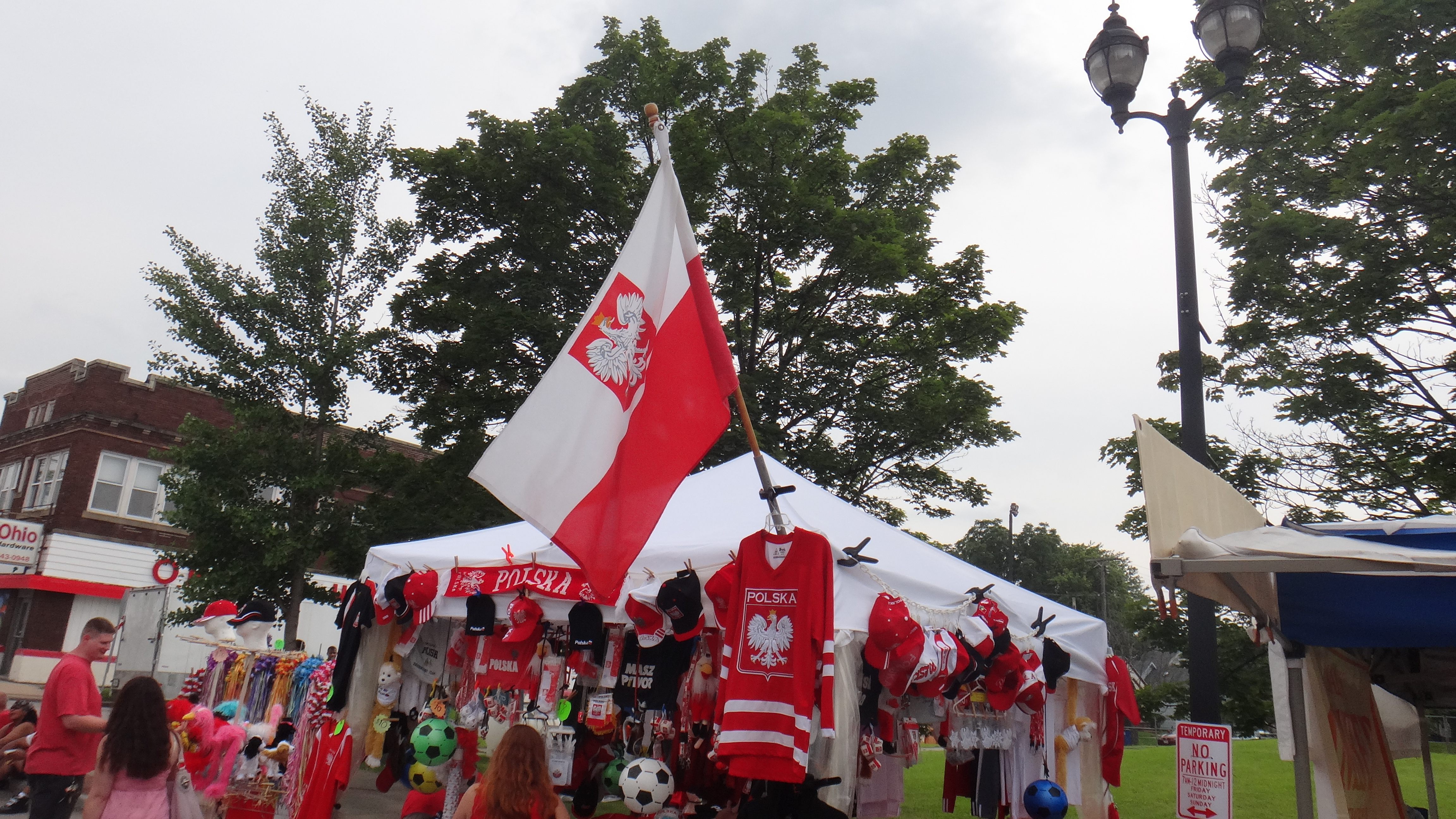
Polacchi e polaccoamericani al Lagrange Street Polish Festival di Toledo (Ohio).

L'Ohio ospita 440.000 persone di discendenza polacca, particolarmente nell'area di Greater Cleveland, dove risiede la metà della popolazione polacca dell'Ohio. La città di Cleveland (Ohio) ha una notevole comunità polacca, in particolare nel villaggio storico denominato Slavic Village. Da questo punto i polacchi nell'area si sono spostati anche in altri sobborghi come Garfield Heights, Parma e Seven Hills. Parma è divenuto recentemente il distretto commerciale dei polaccoamericani nell'area. Altre comunità polacche si trovano a Brecksville, Independence e a Broadview Heights. I polacchi a Cleveland celebrano annualmente l'Harvest Festival, alla fine di agosto, dove alla polka si accompagna cibo polacco.

### Texas
Panna Maria venne fondata da coloni provenienti dall'Alta Slesia la notte di Natale dell'anno 1854. Alcune persone tutt'oggi parlano una lingua definita slesiano texano. Cestohowa, Kosciusko, Falls City, Polonia, New Waverly, Brenham, Marlin, Bremond, Anderson, Bryan e Chappell Hill vennero fondate sempre da immigrati polacchi.

### Numero di polaccoamericani per stato

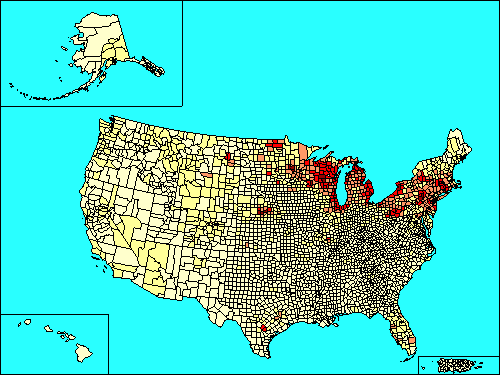
Distribuzione dei polaccoamericani secondo il censimento statunitense del 2000.

Secondo il censimento statunitense del 2000, gli Stati Uniti hanno la seguente popolazione polaccoamericana, suddivisa per stato:
| - 01. New York (986,141) - 02. Illinois (932.996) - 03. Michigan (854.844) - 04. Pennsylvania (824.146) - 05. New Jersey (576.473) - 06. Wisconsin (497,726) - 07. California (491.325) - 08. Ohio (433.016) - 09. Florida (429.691) - 10. Massachusetts (323.210) - 11. Connecticut (284.272) - 12. Minnesota (240.405) | - 13. Texas (228.309) - 14. Maryland (184.364) - 15. Indiana (183.989) - 16. Arizona (126.665) - 17. Virginia (124.647) - 18. Colorado (101.190) - 19. Missouri (90.448) - 20. Georgia (82.765) - 49. Hawaii (10.770) - 50. Wyoming (9.929) - 51. District of Columbia (7.910) |

### Percentuale di polaccoamericani su totale della popolazione per stato
- 01. Wisconsin 9,65%
- 02. Michigan 9,59%
- 03. Connecticut 8,85%
- 04. Illinois 8,13%
- 05. New Jersey 7,35%
- 06. Pennsylvania 7,28%
- 07. Massachusetts 5,76%
- 08. Delaware 5,55%
- 09. Vermont 5,29%
- 10. New York 5,24%
- 11. Minnesota 5,21%
- 12. Rhode Island 4,58%
- 13. Ohio 4,28%
- 14. New Hampshire 4,20%
- 15. Nebraska 3,80%
- 16. Maryland 3,61%
- 17. Dakota del Nord 3,07%
- 18. Florida 2,91%
- 19. Indiana 2,83%
- 20. Arizona 2,79%
- 21. Colorado 2,77%
- 22. Nevada 2,53%
- 23. Maine 2,34%
- 24. Alaska 2,29%
- 25. Montana 2,29%
- 26. Virginia Occidentale 2,07%

- 27. Washington 2,06%
- 28. Virginia 2,00%
- 29. Missouri 1,93%
- 30. Wyoming 1,86%
- 31. Oregon 1,77%
- 32. Dakota del Sud 1,75%
- 33. Kansas 1,70%
- 34. District of Columbia 1,70%
- 35. Idaho 1,65%
- 36. California 1,50%
- 37. Carolina del Nord 1,46%
- 38. Nuovo Messico 1,35%
- 39. Carolina del Sud 1,35%
- 40. Iowa 1,28%
- 41. Georgia 1,15%
- 42. Texas 1,15%
- 43. Tennessee 1,11%
- 44. Hawaii 1,03%
- 45. Oklahoma 0,97%
- 46. Utah 0,96%
- 47. Kentucky 0,95%
- 48. Arkansas 0,88%
- 49. Alabama 0,69%
- 50. Mississippi 0,64%
- 51. Louisiana 0,58%

## Religione

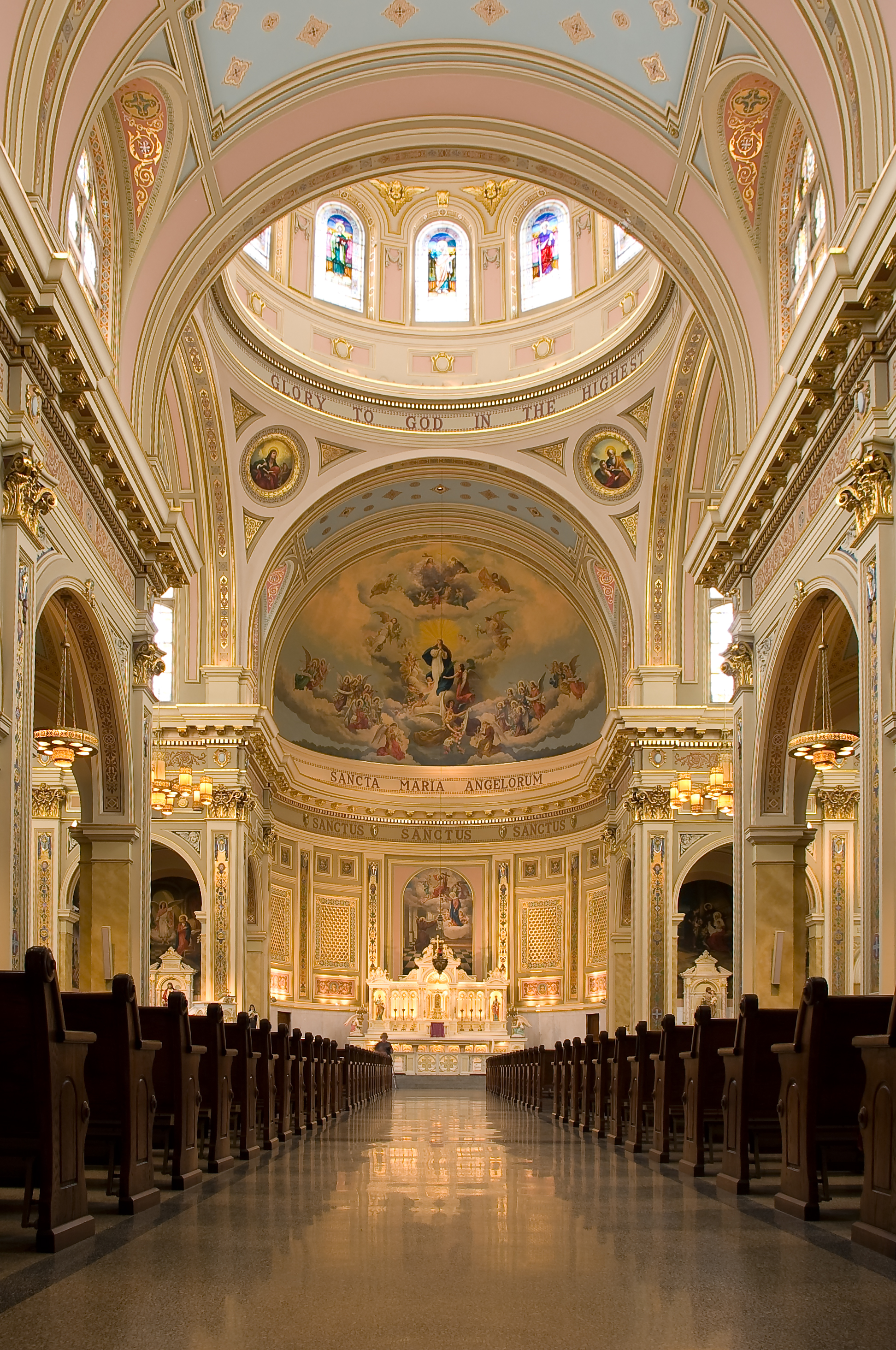
L'interno della St Mary of the Angels Catholic Church di Chicago.

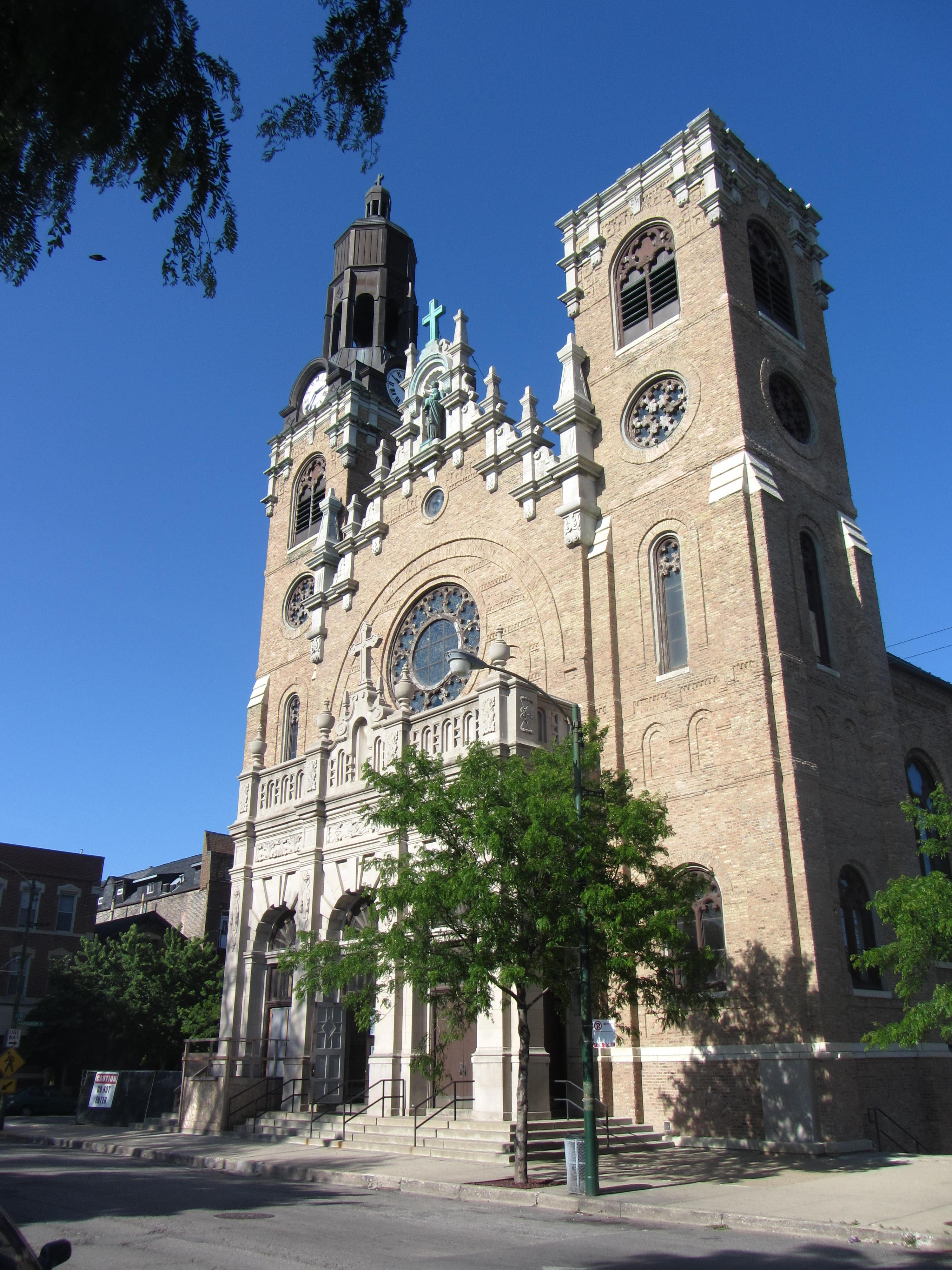
St. Stanislaus Kostka Church a Chicago (Illinois), la prima parrocchia polacca della città.

Come in Polonia, la maggior parte degli immigrati polacchi sono di fede cattolica. Storicamente, meno del 5% della popolazione di polaccoamericani ha cambiato religione nel corso della propria permanenza negli Stati Uniti; significativo è il fatto che anche gli ebrei polaccoamericani abbiano mantenuto la loro identità religiosa come "Ebrei" o "Ebrei russi" una volta giunti negli Stati Uniti, delineando quindi una traiettoria storica differente dai polacchi cattolici. Il termine "Anusim" è stato spesso utilizzato per identificare gli ebrei polacchi negli Stati Uniti, oppure genericamente identificati come "polacchi".

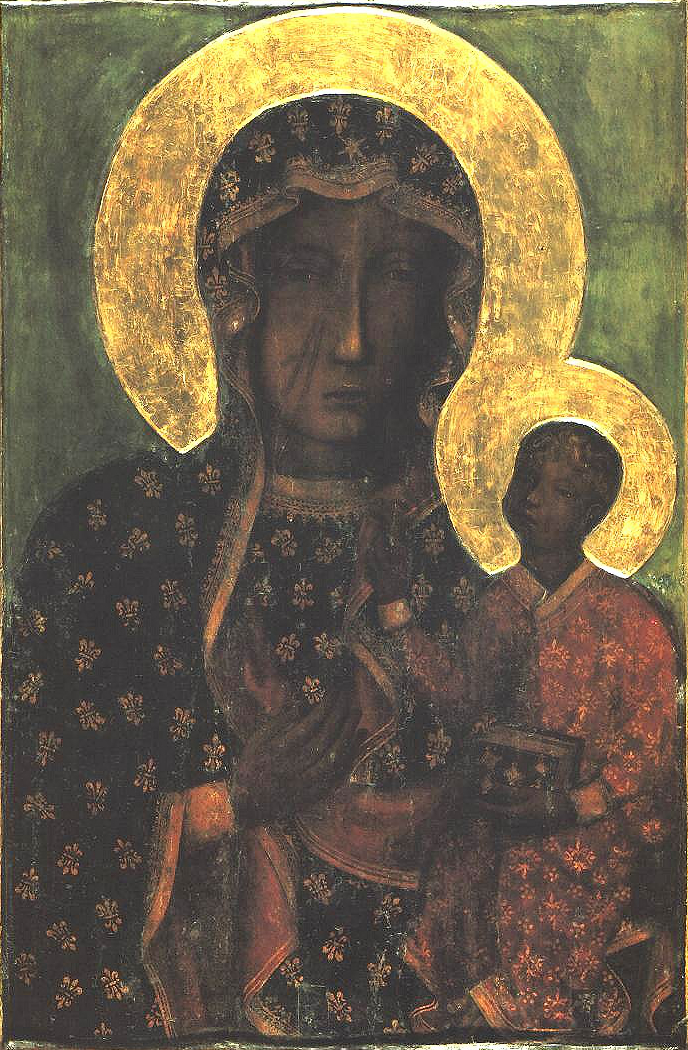
La Madonna di Częstochowa, la "Madonna nera", figura religiosa chiave del cattolicesimo polacco in patria e all'estero.

I polaccoamericani hanno costruito dozzine di chiese e cattedrali di stile polacco nelle zone dei Grandi Laghi e nel New England nonché negli stati del Medio Atlantico. A Chicago la locale comunità polacca ha istituito le parrocchie di St. Stanislaus Kostka, Holy Trinity, St. John Cantius, Holy Innocents, St. Helen, St. Fidelis, St. Mary of the Angels, St. Hedwig, St. Josaphat, St. Francis of Assisi (Humboldt Park), St. Hyacinth Basilica, St. Wenceslaus, Immaculate Heart of Mary, St. Stanislaus B&M, St. James (Cragin), St. Ladislaus, St. Constance, St. Mary of Perpetual Help, St. Barbara, SS. Peter & Paul, St. Joseph (Back of the Yards), Five Holy Martyrs, St. Pancratius, St. Bruno, St. Camillus, St. Michael (South Chicago), Immaculate Conception (South Chicago), St. Mary Magdalene, St. Bronislava, St. Thecla, St. Florian, St. Mary of Częstochowa (Cicero), St. Simeon (Bellwood), St. Blase (Summit), St. Glowienke (Downers Grove), St. John the Fisherman (Lisle), St. Isidore the Farmer (Blue Island), St. Andrew the Apostle (Calumet City) e St. John the Baptist (Harvey), oltre al St. Mary of Nazareth Hospital, presso Near West Side.

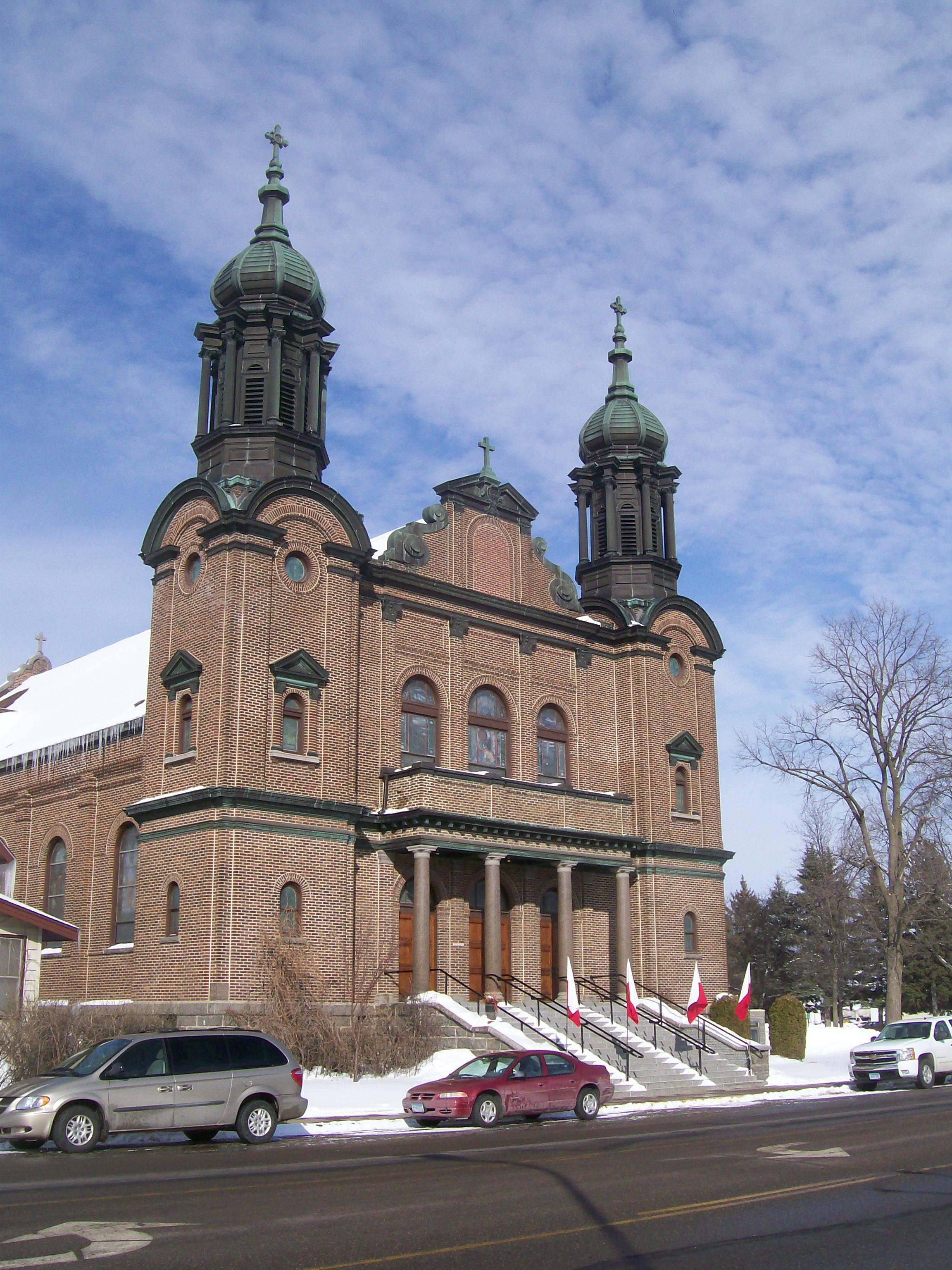
La Our Lady of Lourdes Catholic Church, Little Falls, Minnesota. Costruita nel 1922 da immigrati polaccoamericani.

I polacchi hanno istituito circa 50 parrocchie cattoliche nel Minnesota. Tra queste ricordiamo le più note: St. Wojciech (Adalbert) e St. Kazimierz (Casimir) a St. Paul; Holy Cross, St. Philip, St. Hedwig (Jadwiga Slaska) e All Saints, a Minneapolis; Our Lady Star of the Sea e St. Casimir's a Duluth; St. Kazimierz (Casimir) e St. Stanislaw Kostka a Winona. A queste si aggiungono St. John Cantius a Wilno; St. Jozef (Joseph) a Browerville; St. John the Baptist in Virginia; St. Mary a Częstochowa; St. Wojciech (Adalbert) a Silver Lake; Our Lady of Mount Carmel a Opole; Our Lady of Lourdes a Little Falls; St. Stanislaus B&M a Sobieski; St. Stanislaus Kostka a Bowlus; St. Hedwig a Holdingford; Sacred Heart a Flensburg; Holy Cross a North Prairie; Holy Cross a Harding; e St. Isadore a Moran Township.
I polaccoamericani di Cleveland hanno fondato St. Hyacinth's (oggi chiusa), Saint Stanislaus Church (1873), Sacred Heart (1888–2010) Immaculate Heart of Mary (1894), St. John Cantius (Westside Poles), St. Barbara (closed), Sts Peter e Paul Church (1927) a Garfield Heights, Saint Therese (1927) Garfield Heights, Marymount Hospital (1948) Garfield Heights, e Saint Monica Church (1952) Garfield Heights. La comunità polacca ha inoltre istituito il santuario di Nostra Signora di Częstochowa nel complesso del Marymount Hospital.
I polaccoamericani di South Bend (Indiana) hanno istituito quattro parrocchie: St. Hedwig Parish (1877), St. Casimir Parish (1898), St. Stanislaus Parish (1907) e St. Adalbert Parish, South Bend (1910).
Nel 1897, è stata costruita la Chiesa del Cuore Immacolato di Maria a Polish Hill, presso Pittsburgh, modellata sulle forme della Basilica di San Pietro a Roma.
I polaccoamericani hanno mantenuto la tradizione di venerare la Madonna nera di Częstochowa anche negli Stati Uniti. Le repliche del dipinto originale sono comuni in molte chiese e parrocchie che pure portano il suo nome in suo onore. La venerazione per la Vergine polacca è segno distintivo tra i cattolici e i cattolici polacchi. La venerazione della Madonna Nera, di cui l'originale è conservato presso il Santuario di Częstochowa in Polonia, rappresenta quindi per i polaccoamericani un senso di identità nazionale anche all'estero oltre a un culto religioso. Molte città abitate da comunità polacche negli Stati Uniti si rifanno infatti alla cittadina di Częstochowa in patria, dove è presente l'omonimo santuario miracoloso.
Malgrado il cattolicesimo imperante all'interno della comunità polacca americana, vi è comunque la Polish National Catholic Church fondata nel 1897 a Scranton, Pennsylvania, una volontà della comunità polacca locale di rendersi indipendente dal resto della chiesa cattolica in America. Tale decisione scismatica fu dovuta in particolare al fatto che la maggior parte dei sacerdoti erano all'epoca irlandesi e i vescovi sembravano non porre sufficiente attenzione al fatto che vi fossero dei fedeli di lingua polacca. La chiesa, ancora oggi esistente, vanta 25.000 fedeli e rimane indipendente dall'autorità della chiesa di Roma.
Alcuni polaccoamericani si sono poi convertiti al protestantesimo e alla religione ortodossa, assieme a piccoli gruppi che già avevano abbracciato queste fedi in patria prima di immigrare negli Stati Uniti. Uno dei più celebrati pittori di icone religiose nel Nord America attualmente, è il polaccoamericano padre Theodore Jurewicz, ortodosso, che ad esempio ha dipinto il New Gračanica Monastery presso Third Lake (Illinois).
Un piccolo gruppo di tartari lipka, provenienti dalla regione di Białystok, hanno fondato una piccolissima comunità musulmana a Brooklyn, New York, nel 1907 e hanno infine costruito anche una moschea, ancora oggi in uso.

## Politica

### Antipolonismo
La comunità polacca fu per lungo tempo oggetto di un sentimento anti-polacco in America. La parola Polack è divenuta un insulto razziale. Questo pregiudizio è in parte legato all'anti-cattolicesimo e più in generale alle paure dell'inizio del XX secolo circa gli immigrati. I polacchi non vennero considerati come "bianchi" in America sino agli anni '60.